# Musée d'Histoire et d'Archéologie

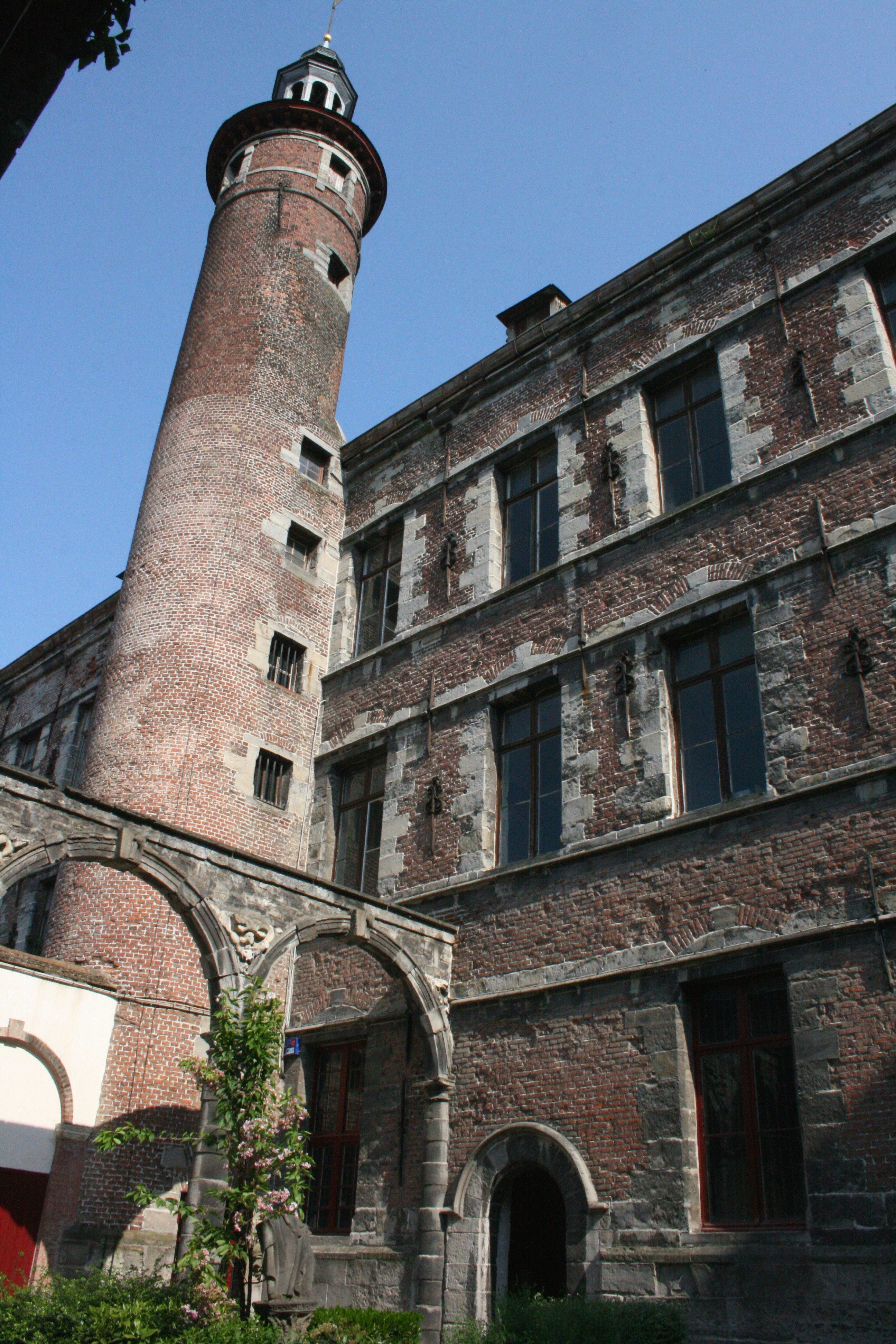
Musée d'Histoire et d'Archéologie in het gebouw van de vroegere Berg van barmhartigheid

Het Musée d'Histoire et d'Archéologie is een museum in de Belgische stad Doornik. Het museum is ondergebracht in de voormalige Berg van barmhartigheid.
Het museum toont archeologische vondsten uit Doornik, van de prehistorie tot de Gallo-Romeinse en Frankische tijd. Veel objecten zijn afkomstig uit recente opgravingen van grafvelden in het stadscentrum, die onder meer sarcofagen, glas- en aardewerk, wapens en sieraden aan het licht brachten.